# Ipolytarnóc vasútállomás
Ipolytarnóc a MÁV határállomása a Nógrád vármegyei Ipolytarnóc községben. A vasútállomást a MÁV 78-as számú (Aszód–Balassagyarmat–Ipolytarnóc) vasútvonala érinti.
Megközelítését a 2205-ös útból kiágazó 22 309-es számú, állomáshoz vezető út biztosítja.

## Vasútvonalak
Az állomást az alábbi vasútvonalak érintik:
- Aszód–Balassagyarmat–Ipolytarnóc-vasútvonal
- Losonc–Kalonda–Nagykürtös-vasútvonal

## Kapcsolódó állomások
A vasútállomáshoz az alábbi állomások vannak a legközelebb:
- Litke megállóhely (Aszód–Balassagyarmat–Ipolytarnóc-vasútvonal)
- Kalonda megállóhely (Losonc–Kalonda–Nagykürtös-vasútvonal)

## Forgalom
| Járat | Útvonal | Gyakoriság |
| ----- | --- | ---------- |
| S790  | Ipolytarnóc – Litke – Ráróspuszta – Nógrádszakál – Ludányhalászi – Szécsény – Hugyag – Őrhalom – Balassagyarmat | Napi 4 pár |